# Cricket under sommer-OL 1900
Cricket under sommer-OL 1900. Cricket var en af de olympiske lege under Sommer-OL i 1900 i Paris. Oprindeligt skulle fire hold have deltaget, men Belgien og Holland trak sine hold. De to tilbagestående hold Storbritannien og Frankrig spillede en kamp som gik over to dage med start 19. august 1900. Det var tolv-mandshold og Storbritannien vandt kampen med 262-104. Da kampen blev spillet var deltagerne ikke klar over, at det var en olympisk leg. De var en del af verdensudstillingen i Paris. Det var først tolv år senere, da International Olympic Committee retroaktivt besluttede, at de indgik som en del af det olympiske program. Det er første og eneste gang cricket har været en olympisk disciplin. 

## Medaljer
| Cricket OL 1900 Paris | Cricket OL 1900 Paris | Cricket OL 1900 Paris | Cricket OL 1900 Paris | Cricket OL 1900 Paris | Cricket OL 1900 Paris |
| --------------------- | --------------------- | --------------------- | --------------------- | --------------------- | --------------------- |
| Nr.                   | Land                  | Guld                  | Sølv                  | Bronze                | Totalt                |
| 1.                    | Storbritannien        | 1                     | 0                     | 0                     | 1                     |
| 2.                    | Frankrig              | 0                     | 1                     | 0                     | 1                     |
| Total                 | Total                 | 1                     | 1                     | 0                     | 2                     |

### Medaljevinderne
| Plads | Land | Spiller |
| ----- | ---- | --- |
| 1.    | GBR  | Devon & Somerset County Wanderers Charles Beachcroft (holdkaptajn) Arthur Birkett Alfred Bowerman George Buckley Francis Burchell Frederick Christian Harry Corner Frederick Cuming William Donne Alfred Powlesland John Symes Montague Toller |
| 2.    | FRA  | Union des Sociétés Françaises de Sports Athlétiques Philip Tomalin (holdkaptajn) W. Anderson W.T. Attrill J. Braid W. Browning R. Horne T.H. Jordan Arthur McEvoy D. Robinson F. Roques A.J. Schneidau Henry Terry                             |